# Heterotropa
Heterotropa é um gênero de traça pertencente à família Arctiidae.